# Micromus swezeyi
Micromus swezeyi är en insektsart som först beskrevs av Elwood C. Zimmerman 1940.  Micromus swezeyi ingår i släktet Micromus och familjen florsländor. Inga underarter finns listade i Catalogue of Life.